# 千里馬銅像
千里馬銅像（朝鲜语：／）是一座位於朝鮮民主主義人民共和國首都平壤市牡丹峰區域牡丹峰公園，用以紀念千里馬運動的青銅雕像。該雕像高14米，長16米，基座高32米，總長度為46米，由萬壽臺創作社創作。

## 歷史
千里馬是朝鮮半島傳說中的神獸，牠是一頭有翼的馬，能日行千里。1956年，朝鮮時任最高領導人金日成造訪降仙製鋼廠，指示工人要以「千里馬的精神生產鋼材」，首度提出「千里馬運動」的概念。1961年3月7日，金日成在全國業餘農村藝術家節中發表演說，指「我們的國家在經濟、文學創作和藝術上取得快速的發展，絕對值得鑄造千里馬銅像」。於是，萬壽臺創作社在同一年的4月15日把該銅像送給金日成以作為他的生日禮物。為紀念銅像的誕生，遞信省先後於1975年10月10日、1977年9月14日、1978年1月1日、1981年1月1日和1982年4月15日發行紀念郵票。此外，銅像還在2006年獲象徵著國家最高榮譽的人民獎。

## 結構
千里馬銅像長16米，總長度為46米，其中包括32米高的基座和14米高的雕像。雕像由一男一女騎著千里馬，男子為一名高7米、拿著朝鮮勞動黨中央委員會刊物的工人，女子則是一名高6.5米、手持一袋大米的農民。基座由2500塊大理石組成。

## 資料來源
1. 1 2 3 4 5  Corfield, Justin. . London/New York: Anthem Press. 1 December 2014: 32–33  [2018-03-23]. ISBN 978-1-78308-341-1. （原始内容存档于2017-02-22）.
2. ↑  崔秀男、朴錦順、李英. . 朝鮮外文出版社. : 60.
3. ↑   [North Korea Image Gallery: Forbidden Beauty]. Spiegel Online: 11. 15 June 2011  [2015-10-15]. （原始内容存档于2015-10-19） （德语）.
4. ↑  . KCNA. 15 April 2006  [7 October 2015]. （原始内容存档于2014-10-12）.
5. ↑  . Naenara (Pyongyang: Foreign Languages Publishing House). n.d.  事件发生在 1:00  [13 February 2016]. （原始内容存档于2018-06-23）.